# 豊富牛乳公社
株式会社豊富牛乳公社（とよとみぎゅうにゅうこうしゃ）は北海道天塩郡豊富町にある乳業メーカー。株式会社セコマ、豊富町、北宗谷農業協同組合が株主の第三セクターである。

## 沿革

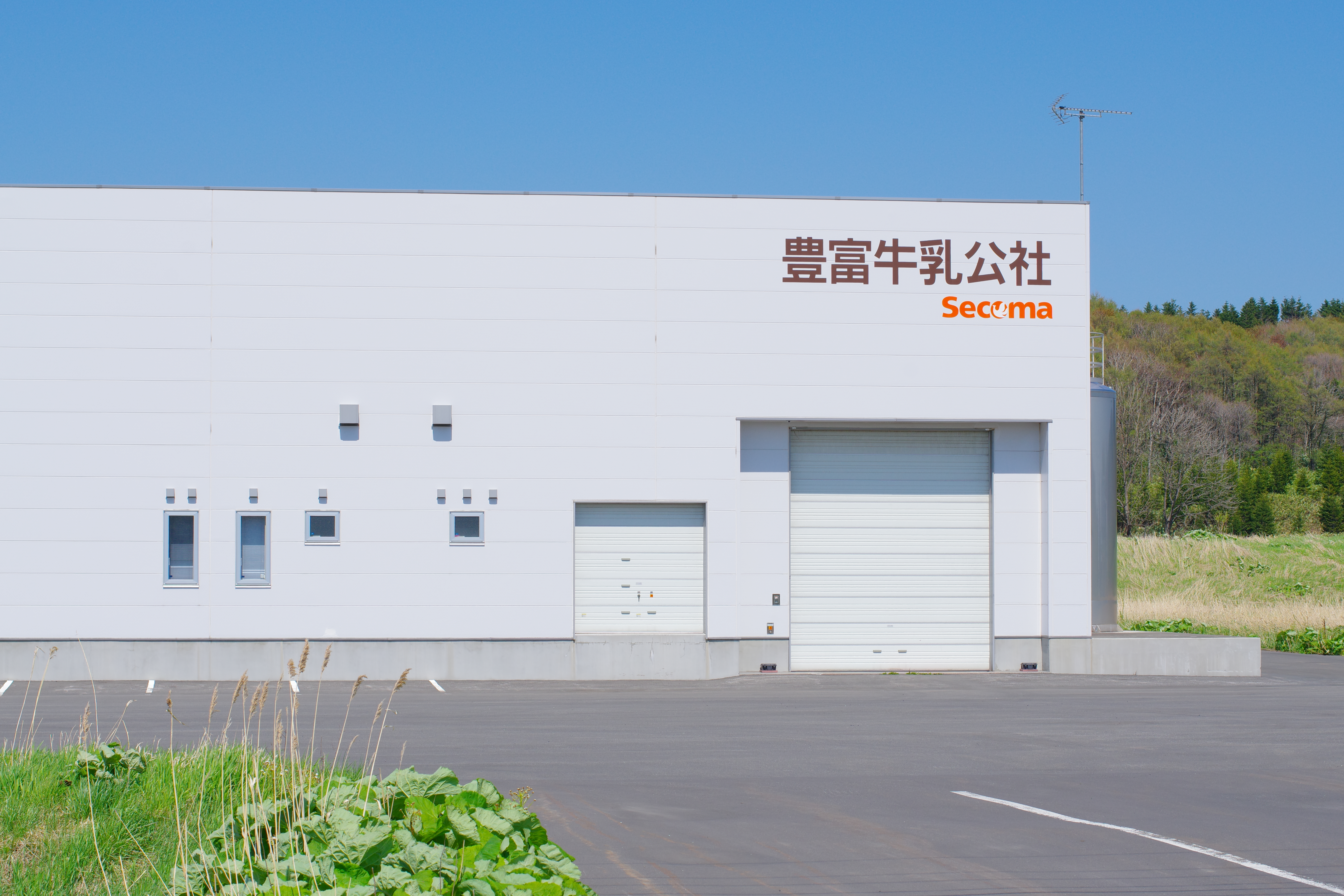
豊富牛乳公社 ヨーグルト工場

- 1966年6月 - 旧：豊富町農協（現：北宗谷農協）の市乳事業部門として操業開始。
- 1985年8月 - 旧：豊富町農協のミルクプラントを豊富牛乳公社に事業委譲[3] 。株式会社豊富牛乳公社に組織替えする[1]。
- 1996年 - セイコーマート（現：セコマ）が資本参加[1][4]
- 1997年 - セイコーマートのRB商品を製造開始[1]
- 2000年9月 - 新工場操業開始。
- 2003年9月 - 総合衛生管理製造過程(HACCP) 承認。
- 2017年11月 - ヨーグルト工場を新設。

## 主な商品
- 原料乳は豊富町内の酪農家に限定して集荷しており、「原料乳の産地証明書」を発行することができる。
  - 牛乳類 200mL、500mL、1,000mL
  - 低脂肪牛乳 1,000mL
  - 生クリーム(業務用)
- セイコーマートオリジナルの牛乳やコーヒー牛乳を製造している。
- 日本のコストコホールセールで販売されている牛乳「HOKKAIDO PREMIUM MILK」は当社が製造し、日本ギリシャヨーグルトが販売している。
- 製品のパックのほとんどがスウェーデンのテトラパック社製である。

## その他
- 地元豊富町ならびに隣町・幌延町の学校給食に使用されている。